# Зюмбюла Талимова
Зюмбюла, Зюмбюля или Зюмбюлия Талимова е българска възрожденска учителка.

## Биография
Родена е в 1854 година в тракийския български град Ески Заара, тогава в Османската империя. Завършва протестантското училище в родния си град и Белградската висша девическа школа (1864 — 1868). Учителства във Велес от 1869 до 1871 година, Сливен от 1871 до 1875 година, Хасково, Габрово (1876) и Стара Загора. След Руско-турската война продължава да учителства в родния си град. Сътрудничи на вестник „Век“ (1874) и на списание „Училище“ (1876).